# Paretroplus gymnopreopercularis
Paretroplus gymnopreopercularis é uma espécie de peixe da família Cichlidae. A espécie foi proposta como Paretroplus sp. nov. "Sofia", sendo formalmente descrita em 2008.
É endémica de Madagáscar, onde pode ser encontrada na confluência dos rios Amboaboa e Mangarahara perto de Mandritsara no norte da ilha. Os seus habitats naturais são: rios. Está ameaçada por perda de habitat. 